# Gran Turismo 4
Gran Turismo 4 (グランツーリスモ4 Guran Tsūrisumo Fō?, también conocido como GT4) es un videojuego para la consola PlayStation 2. Fue comercializado el 7 de septiembre de 2004 en Japón y Hong Kong (NTSC-J), el 20 de octubre de 2004 en los Estados Unidos (NTSC-U/C) y el 9 de junio de 2005 en Europa (PAL). Después de haber retrasado su lanzamiento un año y medio y haber quitado su modo en línea, Gran Turismo 4 fue uno de los juegos más esperados del 2005, y vendió un millón de copias en su primera semana de ventas en Japón. Contiene 721 automóviles (en la versión PAL) de 80 fabricantes, desde el Daimler Motor Carriage, hasta conceptos, pasando por el Nissan 350Z Gran Turismo Edition, una colaboración entre Nissan y Polyphony Digital. También contiene 51 circuitos, muchos son variantes de las originales de Gran Turismo como High-Speed Ring, Trial Mountain, Autumn Ring. Algunos circuitos importantes son Nordschleife, la versión de 20 km de Nürburgring, Suzuka Circuit, el circuito de la Sarthe, circuitos modelados en lugares importantes como el Times Square de Nueva York, Hong Kong, París y Las Vegas.
Una versión para PSP, con el título provisorio Gran Turismo Portable (antes llamado Gran Turismo 4 Mobile) estaría basado en GT4, que ya ha sido publicado, a 60 fps, que salió en 2009.
El motor gráfico de GT4 también da vida a Tourist Trophy, un simulador de motocicletas. Tal y como se menciona en el juego "Powered by Gran Turismo 4". Este juego también fue realizado por Polyphony Digital para PlayStation 2, y fue lanzado a inicios de 2006.
Polyphony Digital anunció en diciembre del 2011 que el juego llevaba vendidas 11.38 millones de copias.
Ventas totales: 80.947.271

## Novedades
Se han añadido nuevos modos: de simulación (career) y fotográfico, así como compatibilidad con el volante de Logitech Driving Force Pro, almacenamiento USB e impresoras, para el modo fotográfico. También un adaptador de red de PS2 puede ser utilizado para conectarse a otros PS2 y hacer una competencia multi pantallas. Se puede jugar en línea con hasta 6 jugadores en una LAN.
Es el primer juego de PS2 que soporta resolución HDTV 1080i, 480p y widescreen. Comparado con versiones anteriores, GT4 agrega un IA en la carrera, indicándole cuando debe entrar a pits, rebasar, que tan rápido ir (en escala del 1 al 10).
Se destaca que cerca de 5000 polígonos son usados por auto. 500 a 700 parámetros definen las características de manejo según el modelo de física del vehículo.

### Paradas en Boxes
Como novedad, durante la carrera si llega a tener un nivel crítico de combustible o los neumáticos se desgatan antes o en ambos casos, en el modo A-Spec o B-Spec (pulsando el botón para detener a boxes) el coche debe dirigir hacia los pits y durante la vuelta de entrada para repostar, aparecerá el menú si debes seguir como piloto o cambiar a director de carrera y modificar componentes de los neumáticos; dependiendo el tiempo de repostaje, tardarás en volver al circuito. 

### Modo B-Spec
El nuevo modo B-Spec pone al jugador en el papel del jefe de equipo de carrera: diciendo al conductor que tan agresivo debe ser, cuando rebasar y cuando detenerse en pits o boxes (monitoreando las condiciones de los neumáticos, el nivel de combustible y el aceite). La velocidad del tiempo de carrera puede ser incrementado hasta 3 veces, permitiendo que las carreras de rendimiento puedan ser completadas en menor tiempo que en el modo A-Spec.
Puntos B-Spec son dados al jugador por cada carrera completada en el modo B-Spec. Lo que incrementa su nivel de habilidad en diferentes categorías. Si no pulsas parada en boxes durante mucho tiempo, el coche se detiene automáticamente.

### Pruebas de manejo
Otro agregado del juego son las Pruebas de Manejo (Driving Missions) que son parecidas en experiencia a las pruebas para licencia.
Para acceder en este modo, primeramente debes tener Carnet tanto en la Clase IB como IA para correr.

### Modo fotográfico
En el modo fotográfico es posible hacer una selección de capturas de pantalla con diferente compresión (Normal/Fina/Superfina) y tamaño (hasta 1280x960 72dpi) que el jugador pueda guardar desde la Memory Card 8MB (para PlayStation 2), por medio del almacenamiento vía USB conectada en la consola o imprimir con una impresora USB Epson. El modo fotográfico le permite al jugador tener el control de una cámara virtual para tomar fotografías de su vehículo en lugares específicos durante la carrera, incluyendo el Gran Cañón.

### Premios
El juego incluye, como premios, un gran número de autos de interés histórico, por ejemplo, el carruaje "sin caballos" Benz y Daimler (1886), el Ford Modelo T, etc. Debido a la complejidad de sus modelos, éstos autos no pueden ser utilizados en las carreras, pero sí en pruebas contrarreloj solitarias o en modo fotográfico. Autos modernos con formas complejas, como el Chrysler Prowler o el Caterham Seven Fire Blade, tampoco pueden ser utilizados en carrera. Los jugadores interesados solamente en las carreras pueden deshacerse de éstos autos, sin embargo, mientras la mayoría de los autos de premio pueden ser vendidos, éstos "autos especiales" no, y sólo pueden deshacerse de ellos sin recibir nada a cambio. El Audi Auto Union V16 Type C Streamline (1937), que puede ser considerado como el primer superdeportivo de la historia, sólo puede ser conducido en Nürburgring Nordschleife, el Circuito de Pruebas (Test Course), y Las Vegas Drag Strip. Para algunos jugadores, el objetivo de GT4 es coleccionar todos los autos que el juego ofrece y, por lo tanto, no es tan importante que el auto no pueda ser competido. Y en cualquier caso, hay un buen número de vehículos históricos que sí pueden usar para competición como el Jaguar E-Type (1961), el Mercedes-Benz 300 SL (1954) y el Citroën 2CV (1954).
GT4 también incluyen como premios que son requisitos al completar exitosamente en el modo Simulación, por ejemplo, exámenes de licencia, campeonatos, etc, que van desde coches de producción hasta versiones de carreras y cada vehículo desbloqueado como recompensa también estarán disponibles para jugar en Modo Arcade.

## Prólogo
Como se pretendió lanzar GT4 a nivel mundial en Navidad de 2003 pero no fue posible, Polyphony Digital, a manera de consolación, lanzó el GT4 Prologue como un vistazo (incluyendo un disco extra documental) de la experiencia de GT4. Aunque el número de circuitos y autos fue limitado, el disco contenía todas las características principales de la franquicia Gran Turismo: carreras, retos contra reloj y pruebas para licencia. El disco también demostraba el adelanto de tecnología que Polyphony Digital había acumulado en dos años presentando 50 de los 500 autos que inicialmente se habían propuesto (después se incrementó a 720) y 5 circuitos.

## Autos producción capaces de 1000 HP
El Pagani Zonda C12 puede alcanzar un poder de 1015 HP con el cambio de aceite.
El Dodge Viper SRT10 puede alcanzar un poder de 1050 HP con el cambio de aceite.

## Autos carrera capaces de 1000 HP
-Toyota:
- Minolta.
- GT-ONE.

-Nissan:
- R92CP.
- R390 GT1

-Suzuki:
- Escudo.

-Polyphony Digital:
- Fórmula Gran Turismo.

## Circuitos
El Juego contiene 51 Circuitos de Carreras:
World Circuits (Circuitos del Mundo):
Son Circuitos que verdaderamente existen en la vida real estos son:
- Circuito de La Sarthe I 2005 (Con Chicanes) (Francia)
- Circuito de La Sarthe II 2005 (Sin Chicanes) (Francia)
- Fuji Speedway (1980´s Version) (Japón)
- Fuji Speedway (1990´s Version) (Japón)
- Fuji Speedway (2005´s Version) (Japón)
- Fuji Speedway (2005 GT4 Version) (Con Dos Chicanes Adicionales) (Japón)
- Twin Ring Motegi East Short Course (Parte Este del Circuito Grande) (Japón)
- Twin Ring Motegi West Short Course (Parte Oeste del Circuito Grande) (Japón)
- Twin Ring Motegi Road Course (Las Dos Partes Juntas) (Japón)
- Twin Ring Motegi Super Speedway (Japón)
- Nürburgring Nordschleife (Alemania)
- Mazda Raceway Laguna Seca (Estados Unidos)
- Suzuka Circuit West Course (Parte Oeste del Circuito Original) (Japón)
- Suzuka Circuit East Course (Parte Este del Circuito Original) (Japón)
- Suzuka Circuit (Dos Partes Juntas) (Japón)
- Tsukuba Circuit (Japón)
- Tsukuba Wet Circuit (El Mismo Circuito solo que con la Pista Mojada de Lluvia) (Japón)
- Infineon Raceway Sports Car Course (Estados Unidos)
- Infineon Raceway Stock Car Course (El Mismo Circuito pero más corto y menos curvas) (Estados Unidos)
Nota: Estos Circuitos no pueden ser puestos en Reversa.
Original Circuits (Circuitos Originales):
Circuitos Ficticios Asfaltados:
- El Capitán (Estados Unidos)
- Autumn Ring (Reino Unido)
- Autumn Ring Mini (Versión Corto de Autumn Ring) (Reino Unido)
- Apricot Hill Raceway (Francia)
- Driving Park: Begginer Course (Estados Unidos)
- Driving Park: Gymkhana (Circuito de Práctica con Conos) (Estados Unidos)
- Grand Valley Speedway (Alemania)
- Grand Valley East (Versión Mini y Parte Este de Grand Valley Speedway) (Alemania)
- High-Speed Ring (Estados Unidos)
- Mid-Field Raceway (Japón)
- Deep Forest Raceway (Estados Unidos)
- Driving Park: Test Course (Estados Unidos)
- Trial Mountain Circuit (Estados Unidos)
- Motorland (Estados Unidos)
City Courses (Circuitos de Ciudad):
Son Circuitos Ficticios, pero con localización original, en Ciudades reales (La Mayoría) tales como Nueva York, Las Vegas, París, Seattle, etc.
- New York (Nueva York, Estados Unidos)
- Opera Paris (París, Francia)
- George V Paris (París, Francia)
- Las Vegas Drag Strip (De Aceleración) (Las Vegas, Estados Unidos)
- Seattle Circuit (Seattle, Estados Unidos)
- Clubman Stage Route 5 (Ciudad Ficticia)
- Special Stage Route 5 (Versión Grande de Clubman) (Ciudad Ficticia)
- Citta Di Aria (Asis, Italia)
- Hong Kong (Hong Kong, China)
- Tokyo Route 246 (Tokio, Japón)
- Cote D'Azur (Monte Carlo, Mónaco)
- Costa Di Amalfi (Capri, Italia)
Dirt & Snow (Tierra y Nieve):
Circuitos Sin Asfaltar con Climas Extremos y Sedes de Rallys.
- Grand Canyon (Estados Unidos)
- Ice Arena (Canadá)
- Chamonix Rally (Suiza)
- Tahití Maze (Tahití)
- Cathedral Rocks I (Estados Unidos)
- Cathedral Rocks II (Versión Mini del I) (Estados Unidos)
- Swiss Alps (Suiza)

## Circuitos y Coches
Según información oficial proporcionada por Sony, GT4 consta de 51 circuitos y 720 coches.

## Críticas
- La principal crítica que ha recibido el juego es la falta de daños en los vehículos, la cual el juego competidor, Forza Motorsport de Microsoft, sí posee. En vez de recibir daño, los coches simplemente rebotan en los vehículos rivales o en los muros (esto puede ser debido a que las marcas de automóviles que firmaron para que sus vehículos aparecieran en el juego, no quieran que estos se vean dañados).
- La falta de juego en línea también fue fuertemente criticado ya que se eliminó poco antes de ser lanzado.
- Algunos vehículos, por ejemplo, Ford Modelo T, no pueden competir en carreras completas, sino que solamente pueden ser utilizados en retos contrarreloj o modo fotográfico.
- En las carreras de asfalto solo pueden competir seis coches. En las de rally solo pueden competir dos.
- IGN.com mostró desaprobación en el sistema de inteligencia artificial refiriendo que los pilotos virtuales siguen su línea y parecen no notar la presencia del jugador.
- En la penúltima prueba del carnet A Internacional (Circuito de Nürburgring Nordschleife), indica que el Mercedes-Benz toca el coche de seguridad y al hacerlo te descalifican.
- El ganar dinero fácil vendiendo automóviles tipo rally y ganando carreras sencillas como en Capri Rally quita la realidad al sistema de dinero del jugador adelantándose más de lo normal.
- Según la cultura general, el óxido nitroso tiene más efectos en la gráfica, potencia y aceleración del automóvil.
- No se encienden las luces de reversa/marcha atrás en ningún coche.

## Trivia
- El primer lanzamiento en Japón y China incluía una guía de 212 páginas, con un mensaje del famoso probador de autos Reychiro Fukuno, una introducción a la física en las carreras, lección de cómo usar el volante GT Force Pro, una guía y catálogo de partes para modificar el motor, un tutorial del modo fotográfico hecho por el fotógrafo Chikara Kitabatake, un índice de circuitos, un índice parcial de los autos y un índice completo de la música del juego.
- El lanzamiento de Japón incluye como música de entrada la canción "Moon Over the Castle" de Masahiro Andoh. Sin embargo, en las versiones europeas y americanas se cambió por otras, entre ellas "Panama" de Van Halen.
- El circuito de Hong Kong está localizado en el distrito de Tsim Sha Tsui, con una ruta en sentido de las manecillas del reloj. Inicia en Salisbury Road, luego por su camino frente al agua y entonces por Nathan Road.
- Debido a la rapidez con que se lanzó la versión china, tiene varios errores textuales notorios, como los nombres de dos autos usados de los 90s que fueron intercambiados.
- Publicitar el juego fue en una ocasión la tarea de dos equipos en el reality show The Apprentice.
- Es el primer juego en la serie de presentar un custom car, el Buick Special. También es la primera ocasión en que se incluyen camionetas pickup (como la Ford Lightning), réplicas de vehículos (el DeLorean), vehículos con motor diesel (BMW 120d) y compañías de autopartes.
- Todos los juegos de la serie presentan carreras de resistencia que requieren más de una hora para completar. Sin embargo, GT4 es el primer juego donde se incluyen eventos de 24 horas. Existen tres: Nürburgring, Sarthe 1 y Sarthe 2.
- El 20 de septiembre de 2024 un grupo de personas lideradas por TheAdmiester acabó de desarrollar y publicó un mod denominado "Spec II" en el cual añade nuevos eventos como uno dedicado a rancheras como el Audi RS6 avant, simplificado otros como los de condiciones especiales, ha mejorado sonidos de muchos coches, randomiza (aleatoriza) recompensas, añade un sintetizador de eventos, el circuito de Valencia Ricardo Tormo como port desde el Tourist Trophy, añade 6 misiones extra, cambia los requisitos de acceso a los eventos extremos (requiriendo el carnet A internacional), resistencias (baja del 25 al 20% de progreso), etc.

## Reconocimientos
- E3 2003 Game Critics Awards: Mejor Juego de Carreras.
- Incluido en el "Top 50 Games of 2005" de Game Informer.